# Монкасен
Монкасе́н (фр. Moncassin) — коммуна во Франции, находится в регионе Юг — Пиренеи. Департамент — Жер. Входит в состав кантона Миранд. Округ коммуны — Миранд.
Код INSEE коммуны — 32263.

## География

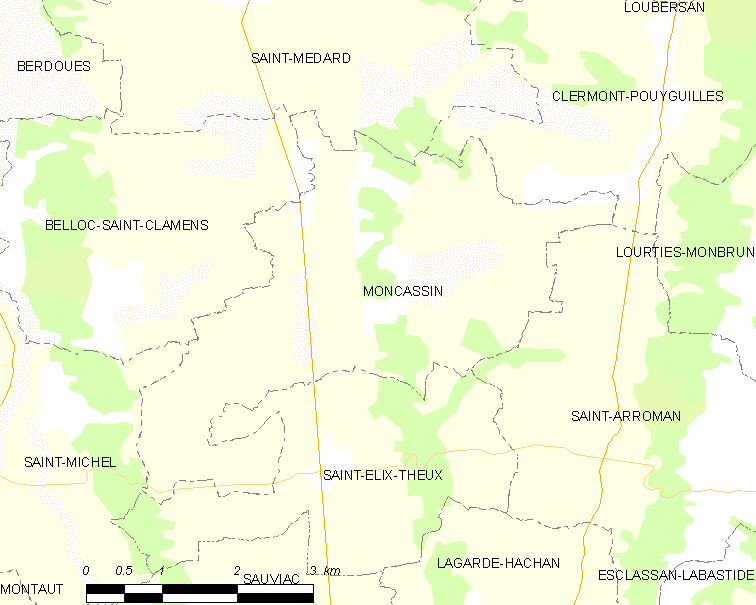
Карта коммуны

Коммуна расположена приблизительно в 620 км к югу от Парижа, в 80 км западнее Тулузы, в 23 км к югу от Оша.
По территории коммуны протекает река Петит-Баиз.

## Климат
Климат умеренно-океанический. Лето жаркое и немного дождливое, температура часто превышает 35 °С. Зимой часто бывает отрицательная температура и ночные заморозки. Годовое количество осадков — 700—900 мм.

## Население
Население коммуны на 2010 год составляло 134 человека.
| 1962 | 1968 | 1975 | 1982 | 1990 | 1999 | 2010 |
| ---- | ---- | ---- | ---- | ---- | ---- | ---- |
| 183  | 177  | 151  | 138  | 122  | 119  | 134  |

## Администрация
| Период | Период | Фамилия         | Партия | Примечания |
| ------ | ------ | --------------- | ------ | ---------- |
| 2001   | 2020   | Жан-Клод Вердье |        |            |

## Экономика
В 2010 году среди 76 человек трудоспособного возраста (15-64 лет) 51 были экономически активными, 25 — неактивными (показатель активности — 67,1 %, в 1999 году было 85,2 %). Из 51 активных жителей работали 46 человек (32 мужчины и 14 женщин), безработных было 5 (2 мужчин и 3 женщины). Среди 25 неактивных 2 человека были учениками или студентами, 19 — пенсионерами, 4 были неактивными по другим причинам.